# Stereodon macrocarpus
Stereodon macrocarpus là một loài Rêu trong họ Hypnaceae. Loài này được (Reinw. & Hornsch.) Mitt. mô tả khoa học đầu tiên năm 1859.